# Lün járás
Lün járás (mongol nyelven: Лүн сум) Mongólia Központi tartományának egyik járása. Területe 2600 km². Népessége kb. 3300 fő.
Székhelye, Lün (Лүн) 140 km-re fekszik Dzúnmod tartományi székhelytől és 135 km-re Ulánbátortól.